# Франц де Паула фон Дитрихщайн
Франц де Паула Томас Август Йозеф Йохан Непомук Карл фон Дитрихщайн (на немски: Franz de Paula Thomas August/Augustin Josef Johannes Nepomuk Karl Reichsgraf von Dietrichstein; * 13 декември 1731, Виена; † 29 ноември 1813, Виена) е имперски граф на Дитрихщайн-Николсбург в Моравия. Той също е граф на Прошков.

## Живот
Той е по-малкият син (от 11 деца) на 6. княз Карл Максимилиан фон Дитрихщайн (1702 – 1784) и съпругата му графиня Мария Анна Йозефа фон Кефенхюлер цу Айхелберг (1705 – 1764), дъщеря на граф Йохан Хайнрих Зигмунд Фридрих фон Кевенхюлер (1666 – 1742) и графиня Ернестина Урсула Леополдина фон Орсини и Розенберг (1683 – 1728). Внук е на на 6. княз Карл Максимилиан фон Дитрихщайн (1702 – 1784), децата му имат титлата „фон Дитрихщайн-Прошков/Прозкау“. По-малък брат е на Карл Йохан Баптист (1728 – 1808), 7. имперски княз на Дитрихщайн-Николсбург.
Франц де Паула и по-големият му брат Карл Йохан Баптист завършват училището във Виена и започват да следват право в университета в Лайпциг. След това те пътуват през Европа. Посещават Хановер, Нидерландия, Белгия и Италия и остават в Рим. През 1752 г. те се връщат в имперския двор на Хабсбургите и получават титлата „кемерер“.
Франц де Паула фон Дитрихщайн-Николсбург умира на 81 години на 29 ноември 1813 г. във Виена и е погребан в Микулов в Моравия.

## Фамилия
Франц де Паула фон Дитрихщайн-Николсбург се жени на 25 април 1770 г. във Виена за фрайин Мария Каролина фон Райшах (* 8 октомври 1740, Нанси; † 11 октомври 1782, Виена), дъщеря на фрайхер Юдас Таддаус Адам Йохан Йозеф Антон фон Райшах (1698 – 1782) и фрайин Мария Анна Агата Ида фон и цу Бодман (1707 – 1761). Те имат три деца:
- Мария Терезия Йозефа Анна Франциска Ксаверия Кристина фон Дитрихщайн-Николсбург-Прозкау (* 24 юли 1771, Виена; † 21 януари 1851, Виена), омъжена на 2 юли 1794 г. във Виена за граф Ернст Кристоф Йозеф Йохан Непомук Франц Ксавер Винценц Ферериус фон Харах-Рорау-Танхаузен (* 29 май 1757, Виена; † 14 декември 1838, Виена)[4]
- Франц Ксавер Йозеф Станислаус Кирилус фон Дитрихщайн-Николсбург-Прозкау (* 9 юли 1774, Виена; † 17 юли 1850, Инсбрук), граф на Дитрихщайн-Прозкау, женен на 20 май 1817 г. във Виена за графиня Роза Барбара Лудовика Валис фрайин фон Каригхмайн (* 8 октомври 1792, Виена; † 27 юни 1844, Виена); имат три дъщери
- Алойзия фон Дитрихщайн-Николсбург (* 31 октомври 1776/1778; † 2 юли 1797)